# Botryonopa bipartita
Botryonopa bipartita es un coleóptero de la familia Chrysomelidae.
Fue descrita científicamente por primera vez en 1927 por Pic.